# Каран-Азиково
Каран-Азиково — деревня в Мензелинском районе Татарстана. Входит в состав Юшадинского сельского поселения.

## География
Находится в восточной части Татарстана на расстоянии приблизительно 22 км на юг по прямой от районного центра города Мензелинск.

## История
Известна с 1762 года. Упоминалась также как Чувашский Каран, Пустошь Искимунча. В советское время работали колхоз «Каран-Азик», им. Кирова, совхозы «Урожай», «Юшадинский».

## Население
Постоянных жителей было: в 1795—197, в 1859—250, в 1870—320, в 1884—345, в 1908—444, в 1920—505, в 1926—321, в 1938—352, в 1949—234, в 1958—241, в 1970—246, в 1979—203, в 1989—101, в 2002 — 91 (чуваши 45 %, татары 34 %), 67 в 2010.